# 西バライ

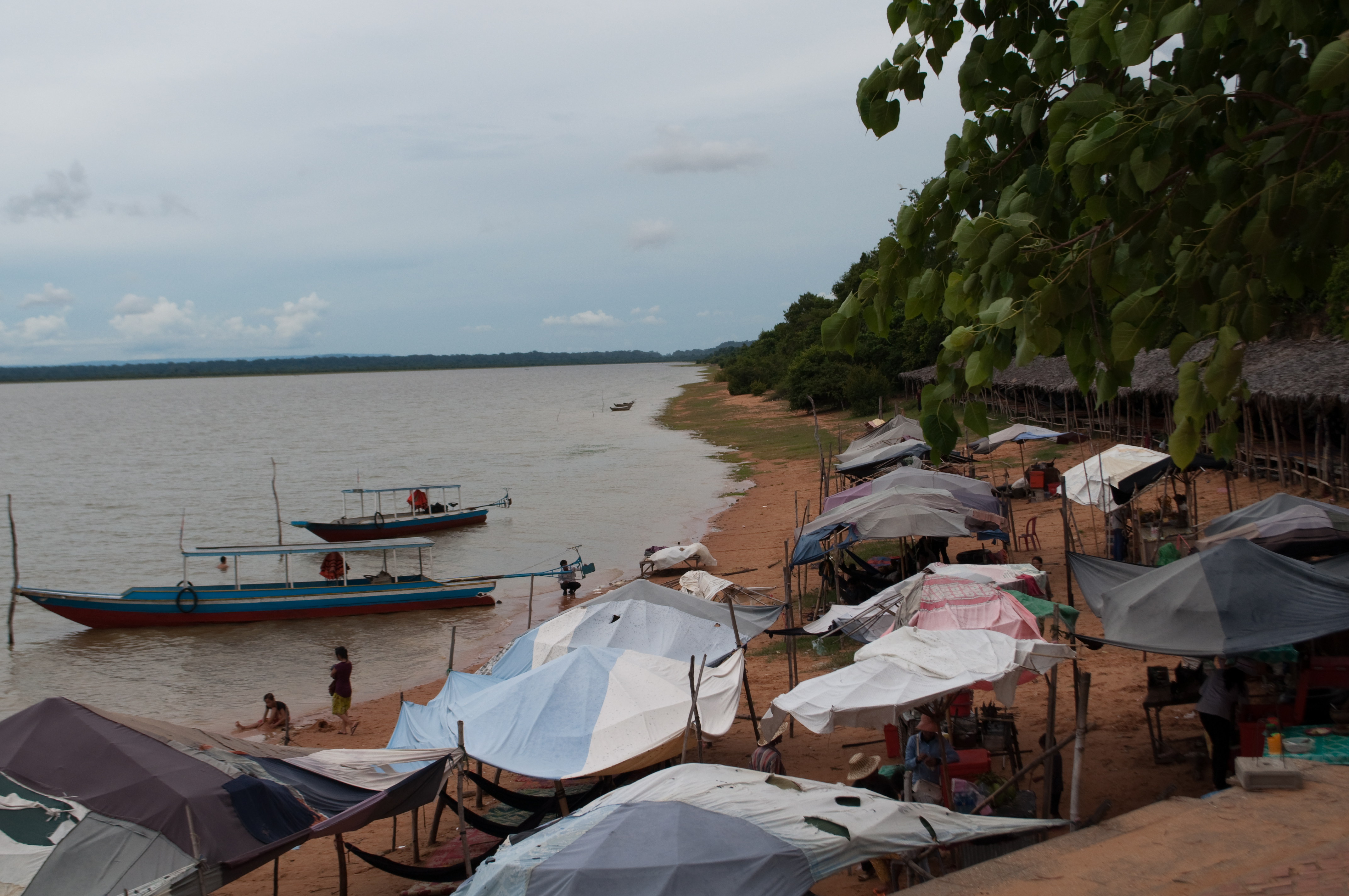
西バライの岸辺

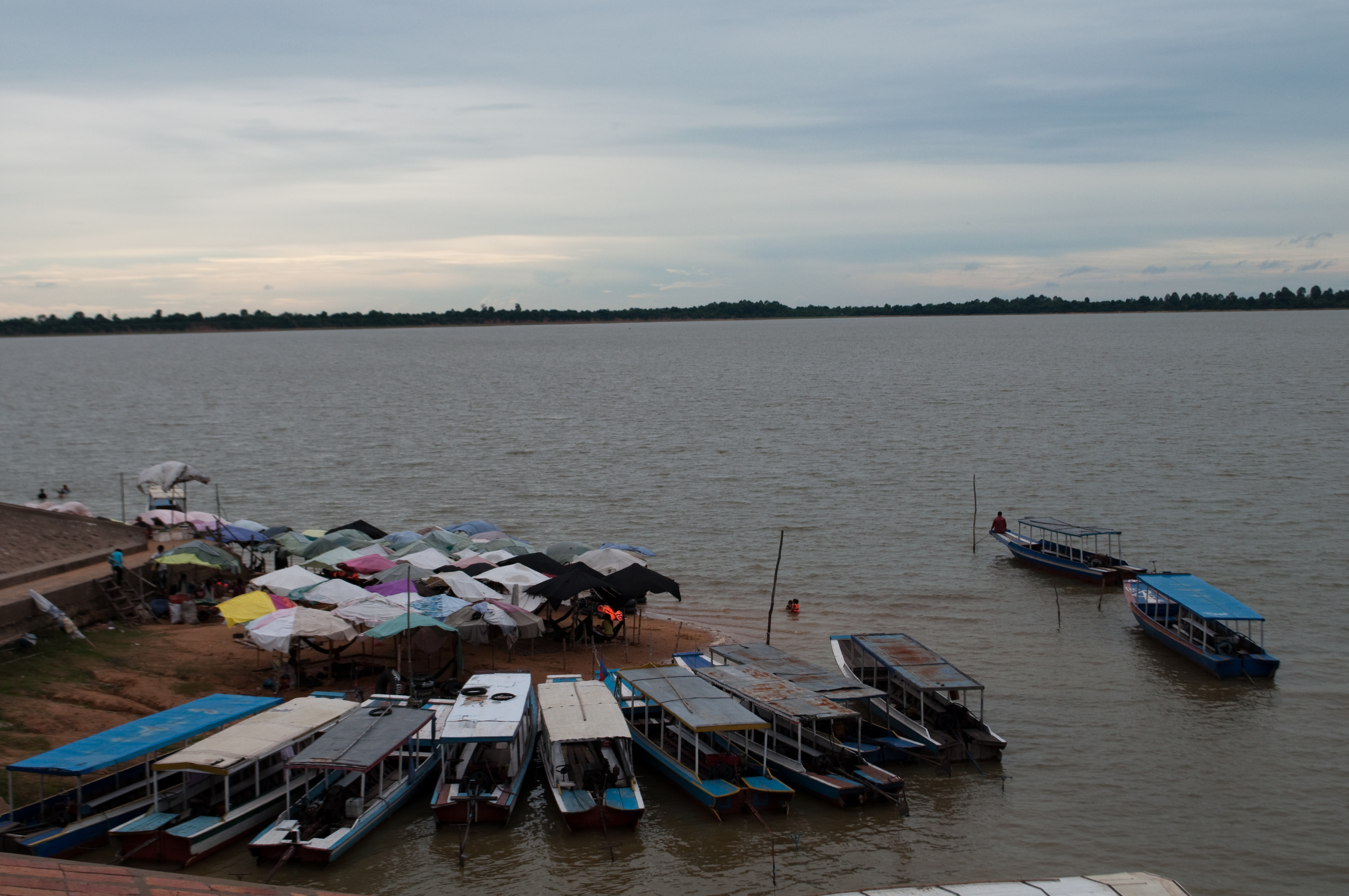
西バライの水域

西バライ（にしバライ、英語: West Baray、クメール語: បារាយណ៍ទឹកថ្លា, Baray Teuk Thla）は、カンボジアのアンコール地域にあるバライすなわち貯水池である。東西に延び、城壁を巡らした都市アンコール・トムのすぐ西に位置する。形は長方形で、およそ東西8キロメートル、南北2.1キロメートルにおよび、西バライはアンコール地域最大のバライである。水域は高い土堤によって囲まれる。西バライの中央には、人工の島に建設されたヒンドゥー教寺院の西メボンがある。

## 歴史
バライの建設は、おそらく11世紀の王スーリヤヴァルマン1世（在位1002-1050年）の統治時代に始まり、その後の王ウダヤーディチャヴァルマン2世（在位1050-1066年）のもとで完成した。
西バライを造ったアンコールの技術者は、それ以前の建築様式を所々で取り入れたようである。例えば東の堤防の大部分は、中心にプノン・バケン寺院をもつ、王ヤショーヴァルマン1世の首都を囲んだ防壁域であるように見える。他の箇所においては、西バライはより以前の人が造った地域を、破壊もしくは水没させた。例えば南の堤防は、レンガのピラミッド寺院であるアック・ヨムを部分的に埋めた。また、バライの西面はかつて居住されたことがあるようであり、考古学的調査が、壁の基部、踏み段、および土器の破片をそこに見つけた。その地域で発見された銘石碑は、西暦713年にさかのぼる女王ジャヤデーヴィ (Jayadevi) に提供された田を定めており、初期の定住の更なる証拠を示している。

## 機能
当初フランスの専門家は、例年の米の多収穫を考慮に入れ、西バライは乾期に灌漑用水路に供給する、水の巨大な貯蔵槽として機能したと考えていた。しかし後の多くの研究が、バライはその中心にある西メボン寺院とともに、ヒンドゥー教の天地創造の海の広大な描写としての役割を果たす、主に象徴的役割があったことを理論づけている。
現代では、西バライの南側の堤防には灌漑の水門が造られ、水位を上げて、南の田畑への水の供給に充てられている。西バライは今日、西端では一年を通して水が保持され、雨季には水が東側の堤防に達する。
澄んだ穏やかな水域で、今日の西バライは地元住民による水泳や船遊びに人気がある場所である。西バライは時折、水上飛行機のための着陸地点として使用された。